# Henry Schut
Henry Schut (Scherpenzeel, 1 april 1976) is een Nederlands sportjournalist. Hij is vooral bekend als presentator van NOS Studio Sport, het NOS Sportjournaal, grote tv-shows tijdens EK voetbal, WK voetbal en Olympische Spelen op NPO 1, 2 en 3 en van NOS Langs de Lijn en NOS Radio Tour de France op NPO Radio 1.

## Biografie
Schut studeerde journalistiek aan de Christelijke Hogeschool Windesheim. Sinds 1999 is hij werkzaam bij NOS Studio Sport als beeldredacteur-voice over, en sinds 2005 ook als presentator. Bij Studio Sport was hij samen met Jeroen Stomphorst opvolger van Humberto Tan en Jan Joost van Gangelen, die naar de commerciële tv-zender Talpa vertrokken. Schut presenteert regelmatig het Sportjournaal , Studio Sport Eredivisie, Eredivisie Op Vrijdag, Schaatsen en is op NPO Radio 1 samen met Hugo Borst de vaste presentator van de zondagmiddaguitzending van NOS Langs de Lijn.

## Begin carrière
In 2004 was hij genomineerd voor de Philip Bloemendal Prijs, een tweejaarlijkse prijs voor aankomend talent in de audiovisuele media. In 2006 was hij ook genomineerd voor de Ilse Wessel Presentatieprijs van de Wereldomroep.
In 2010 presenteerde Schut het WK Voetbal Journaal. Daar discussieerde hij met Hugo Borst  over alle gebeurtenissen in en rond het Wereldkampioenschap voetbal in Zuid-Afrika. Het Nederlands voetbalelftal stond hierin centraal.

## NPO Radio 1 & NPO Radio 5
Op 1 juli 2013 werd bekend dat Schut de zondagmiddageditie van het Radio1-programma NOS Langs de Lijn ging presenteren. Voor dit werk ging hij wederom samenwerken met Borst. Schut en Borst volgden Toine van Peperstraten en Tom van 't Hek op, die de NOS verlieten voor FOX Sports en BNR.
Namens Langs De Lijn bracht Schut in 2020 de CD-box en Dubbel LP De Beste Muziek uit NOS Langs De Lijn uit, een vervolg op de Dubbel LP uit 1980. Dit album bereikte de eerste plaats in de Dutch Compilation Top 30.
Sinds 2022 is Schut regelmatig te horen op NPO Radio 5, als invaller voor programma’s als Goeiedag Haandrikman en Wekker Wakker Weekend van Omroep MAX. In Goeiedag Haandrikman krijgt hij dagelijks hulp van zijn kinderen bij het uitzoeken van de muziek. Zij kiezen om beurten een liedje van ver voor hun geboorte.

## Talkshows
Schut was in 2014 en 2018 presentator van NOS Studio Sportwinter met als sidekick Erben Wennemars. Die programma's kwamen iedere avond live vanaf de Olympische Winterspelen, met alle belangrijke sporters van de dag als gasten. Ook was Schut samen met Borst te gast in een speciale muziekavond van De Wereld Draait Door, waarin hij zijn favoriete muziekavond mocht samenstellen.
In 2014 presenteerde Schut ook het avondvullende programma Studio Brasil, rond het WK voetbal in Brazilië, met opnieuw Borst als sidekick. Vaste aanwezigen in de tot huiskamer omgebouwde studio waren de Belgische singer-songwriter Milow en huishondje Messi (een teckel). 
Schut was in 2016, 2018 en 2021 ook presentator van Studio France, Studio Rusland en Studio Europa, de televisieprogramma's over het EK 2016, het WK 2018 en het EK 2021 met als sidekicks in 2016 en 2018 Borst en Rafael van der Vaart. Schut was in 2016 presentator van het avondprogramma 'NOS Studio Olympic Park' bij de Olympische Zomerspelen 2016 met als sidekick Edith Bosch. Ze ontvingen dagelijks medaillewinnaars en andere hoofdrolspelers.
In 2021 maakte hij de dagelijkse talkshow "Studio Tokio", rondom de Olympische Spelen. Deze kwam vanwege de coronapandemie niet vanuit Japan maar vanaf het strand in Scheveningen waar terugkerende sporters gehuldigd werden. Gasten waren onder anderen Epke Zonderland, Kiki Bertens, Femke Heemskerk en heel veel Nederlandse medaillewinnaars. Ook was er live muziek van huisbands Blaudzun, Son Mieux en Steffen Morrison.
In 2022 presenteerde Schut de Olympische ochtend- en middagshow rondom het schaatstoernooi van de Olympische Winterspelen van Peking. Ook dit kwam vanwege corona vanuit Nederland, op locatie aan de Jaap Eden Schaatsbaan, met vaste gasten Mark Tuitert, Rintje Ritsma en Annette Gerritsen.

## Boek
In 2017 stond Schut afgetraind op de cover van fitnessblad Men's Health, na een cover challenge met Maxim Hartman. In 2018 verscheen zijn boek Topfit, ook als je denkt geen tijd te hebben, waarin hij vertelt over zijn weg naar topfit worden na je veertigste, met een druk bestaan met een volledige baan en een gezin. Het boek kreeg een tweede druk en bereikte de Bestseller 60.

## Column
Schut was van 2019 tot en met 2024 vaste columnist van het Nederlandse blad Men's Health, waarin hij brieven schrijft aan bekende en onbekende sporters. In 2024 wijzigde zijn column naar de titel "Gymbro's" en was hij tevens fotograaf van deze rubriek, dankzij zijn deelname aan het RTL-programma Het Perfecte Plaatje in 2023.

## Podcast
Samen met Jeroen Stekelenburg maakte Schut de NOS Olympische Podcast, waarin ze lange gesprekken voerden met Nederlandse sporters die naar de Olympische Spelen gaan. Aan de eerste serie werkten onder meer Ranomi Kromowidjojo, Epke Zonderland, Estavana Polman, Dafne Schippers, Joost Luiten en Henk Grol mee. Er volgde een winterserie met onder meer Thomas Krol, Patrick Roest, Kimberley Bos en Antoinette de Jong. In 2021 en 2022 maakte hij samen met radio-DJ Lex Gaarthuis ook een andere podcast, met de titel "Overspel". Daarin gingen Schut en Gaarthuis vreemd in elkaars vakgebieden, sport en muziek.

## Radio Tour De France
In de zomer van 2022, 2023, 2024 en 2025 presenteerde Schut NOS Radio Tour de France, samen met Robbert Meeder. Dat programma eindigde in 2022 en 2025 in het speciale evenement “NPO Radio 1 NOS Tourcafe” in Beeld en Geluid in Hilversum, in zomerse sferen op een speciaal opgebouwde camping en camper, met live muziek en publiek. Bekende Nederlandse artiesten als Lois Lane, Paul de Munnik, Chef’ Special, Rowwen Heze, Nielson, Maan, Goldband en Toontje Lager traden live op. 

## Privé
Schut woont samen en is vader van drie kinderen (2010, 2012, 2015).
- International Standard Name Identifier: 0000 0004 6762 9890
- Nederlandse Thesaurus van Auteursnamen: 41798815X
- Virtual International Authority File: 92153061298819201077
- WorldCat: E39PBJqKc78KhyK3vfMtBddWjC